# Shonia carinata
Shonia carinata är en törelväxtart som beskrevs av David A. Halford och Rodney John Francis Henderson. Shonia carinata ingår i släktet Shonia och familjen törelväxter. Inga underarter finns listade i Catalogue of Life.